# Vuelta a Navarra 2023
La Vuelta a Navarra 2023 fue la LX edición de la Vuelta a Navarra. Constó de cuatro etapas y la última finalizó en Muskilda. Laboral Kutxa y el Gobierno de Navarra patrocinaron el evento.

## Equipos
- Éibar
- Gomur-Cantabria infinita
- Finisher
- Super Froid
- Cortizo
- Bicicletas Rodríguez
- Torres
- Caja Rural-Alea
- Telco
- Essax
- Arabay Cycling Friendly Balear
- Eiser Hirumet
- Baqué Team
- Jira Bira Nuuk - Grupo Eulen
- Zamora
- Drone Hopper-GSport Grupo Tormo
- Laboral Kutxa-Fundación Euskadi
- Hostal Latorre Ederlan
- ASD Aries
- Basso Team Flandes

## Etapas
| Etapa | Fecha       | Ruta               | Kilómetros | Ganador de etapa      | Líder de la clasificación |
| 1.    | 8 de junio  | Lodosa-Lodosa      | 160        | Hugo Aznar            | Hugo Aznar                |
| 2.    | 9 de junio  | Artica-Berrioplano | 137,1      | Sergio Chumil         | Hugo Aznar                |
| 3.    | 10 de junio | Pamplona-Pamplona  | 135,8      | Guillermo Tomás Silva | Hugo Aznar                |
| 4.    | 11 de junio | Cáseda- Muskilda   | 149,6      | Iker Mintegi          | Hugo Aznar                |

## Clasificación principal
| \| Clasificación general \| Clasificación general \| Clasificación general \| Clasificación general \| Clasificación general \| \| Ciclista \| Ciclista \| Equipo \| Tiempo \| \| \| --------------------- \| ------------------------ \| ------------------------------- \| --------------------- \| --------------------- \| \| 1.º \| Hugo Aznar \| Equipo Finisher \| 14 h 53 min 14 s \| \| \| 2.º \| Simone Carrò \| \| + 20 s \| \| \| 3.º \| David Delgado Higueruelo \| Club Ciclista Padronés \| + 23 s \| \| \| 4.º \| Ben Houlihan \| \| + 24 s \| \| \| 5.º \| Diego Uriarte \| Equipo Finisher \| + 40 s \| \| \| 6.º \| David Domínguez \| \| + 46 s \| \| \| 7.º \| Ander Ganzabal \| Laboral Kutxa-Fundación Euskadi \| + 57 s \| \| \| 8.º \| Sinuhé Fernández \| Club Ciclista Padronés \| + 58 s \| \| \| 9.º \| Iker Mintegi \| Laboral Kutxa-Fundación Euskadi \| + 1 min 03 s \| \| \| 10.º \| Edgar Cadena \| Canel's Pro Cycling \| + 1 min 31 s \| \| |                          |                                 |                  |
| |                          |                                 |                  |
| |                          |                                 |                  |
| Clasificación general |                          |                                 |                  |
| Ciclista | Ciclista                 | Equipo                          | Tiempo           |
| 1.º | Hugo Aznar               | Equipo Finisher                 | 14 h 53 min 14 s |
| 2.º | Simone Carrò             |                                 | + 20 s           |
| 3.º | David Delgado Higueruelo | Club Ciclista Padronés          | + 23 s           |
| 4.º | Ben Houlihan             |                                 | + 24 s           |
| 5.º | Diego Uriarte            | Equipo Finisher                 | + 40 s           |
| 6.º | David Domínguez          |                                 | + 46 s           |
| 7.º | Ander Ganzabal           | Laboral Kutxa-Fundación Euskadi | + 57 s           |
| 8.º | Sinuhé Fernández         | Club Ciclista Padronés          | + 58 s           |
| 9.º | Iker Mintegi             | Laboral Kutxa-Fundación Euskadi | + 1 min 03 s     |
| 10.º | Edgar Cadena             | Canel's Pro Cycling             | + 1 min 31 s     |